# The Jackson 5
The Jackson 5 (ook geschreven als The Jackson Five of The Jackson 5ive, afgekort als J5 en later door een wisseling van platenmaatschappij bekend als The Jacksons) was een succesvolle Amerikaanse popgroep uit Gary, Indiana. Het repertoire van de groep, actief van 1969 tot 1990, bestond voornamelijk uit r&b, soul, funk en later disco.

## Geschiedenis

### Eerste jaren
Het begon allemaal in Gary, Indiana. Joseph (Joe) Jackson, vader van alle negen Jackson-kinderen, richtte in 1962 de groep "The Jackson 5" op, waarvan zijn zoons Jackie, Tito en Jermaine de leden waren. Ze speelden namelijk af en toe op Joe's gitaar, wat hij hen verbood te doen. Op een dag brak Tito een snaar en kwam Joe erachter dat ze er op speelden. Hij wilde toen graag horen wat ze konden spelen op de gitaar en vond het nog niet eens zo slecht. Zo kwam hij erop om "The Jackson Brothers" op te richten.
In 1963 kwamen Marlon en Michael erbij. Michael was toen vijf jaar oud en bespeelde de conga's. Zijn één jaar oudere broer Marlon bespeelde de tamboerijn en Reynaud Jones en Milford Hite, jongens uit de buurt, begeleidden de broers op keyboard en drums. In 1966 wonnen The Jackson Five (de naam was inmiddels veranderd en werd ook wel geschreven als The Jackson 5) een talentenjacht op een school in Gary. Jermaine zong een paar nummers van platenmaatschappij Motown en Michael zong nummers van James Brown. De groep had nog geen eigen nummers. Milford Hite en Reynaud Jones werden na deze talentenjacht vervangen door Johnny Jackson (geen familie) op drums en Ronnie Rancifer op keyboard. Na het winnen van verschillende talentenjachten meldde vader Joe Jackson zijn zoons aan voor een talentenjacht in het Apollo Theater in Harlem, New York. Ook deze talentenjacht wonnen zij en mede door het winnen van de vele talentenjachten tekenden The Jackson Five in november 1967 een platencontract bij platenlabel Steeltown Records. Daar namen zij hun eerste singles op: I'm a Big Boy en We Don't Have to Be Over 21.
De jonge Michael bleek al snel het grootste talent van de groep te zijn. Het was in eerste instantie de bedoeling dat zijn oudere broer Jermaine de leadzanger zou worden, maar Joe Jackson koos er toch voor om Michael voorop te zetten. Jermaine speelde basgitaar.

### Motown
Na het winnen van de talentenjacht in het Apollo Theater stuurde de succesvolle zangeres Gladys Knight, die de broers had zien optreden in het Apollo Theater, een demo die de jongens hadden ingezongen naar platenmaatschappij Motown Records. Dit was de eerste keer dat Motown in aanraking kwam met de groep. In 1968 deden The Jackson Five auditie bij Motown Records, op aanraden van Bobby Taylor, zanger van Bobby Taylor & the Vancouvers. The Jackson 5 stonden een week lang in het voorprogramma van deze groep. Berry Gordy, eigenaar van platenlabel Motown Records, was zeer onder de indruk van het talent van Jackie, Tito, Jermaine, Marlon en Michael. Hij vroeg of de jongens wilde tekenen, en dat deden ze. The Jackson 5 hadden nu een platencontract bij Motown Records waar ze direct singles begonnen op te nemen. Berry Gordy stuurde de broers naar Hollywood, waar ze in het voorprogramma van The Supremes stonden. Zangeres Diana Ross kreeg de jongens daar in de gaten. Na verschillende optredens van The Jackson 5 in Los Angeles en New York namen de broers hun eerste hit single op: I Want You Back. Dit nummer werd gepromoot tijdens een optreden in Hollywood waarvan Diana Ross de presentatrice was. In oktober 1969 kwamen The Jackson 5 voor het eerst op televisie in de Ed Sullivan Show waar ze met I Want You Back optraden. Hun eerste album, Diana Ross Presents The Jackson 5, kwam in diezelfde maand ook nog uit. De broers werden in één klap wereldberoemd.
De populariteit van The Jackson 5 steeg in een paar jaar ontzettend snel en vanaf hun single I Want You Back, zou die alleen nog maar verder stijgen.

### Populariteit
De single I Want You Back stond in de Verenigde Staten op nummer 1 in de Billboard Hot 100 in 1970 en in Nederland stond de single in de Nederlandse Top 40 op plek 13.
Mede door het succes van I Want You Back namen The Jackson 5 nog twee singles op in Los Angeles: ABC en The Love You Save. Ook deze nummers werden een groot succes. I'll Be There was hun vierde single die ook de top bereikte in de Billboard Hot 100 en daarmee was The Jackson 5 de eerste groep, wereldwijd, die vier singles op nummer 1 in de Amerikaanse Billboard Hot 100 had staan. Alle vier de singles waren in vele andere landen net zo populair als in de Verenigde Staten.
De singles Mama's Pearl, Never Can Say Goodbye en Sugar Daddy waren de kers op de taart. The Jackson 5 hadden binnen een periode van twee jaar zeven singles in de top tien staan.
De vijf broers waren inmiddels de belangrijkste groep van Motown Records en ze waren wereldwijd razend populair. Er waren T-shirts, knuffels, kussens, posters, dekbedhoezen, stickers, beeldjes en zelfs een bordspel van The Jackson 5 te koop en er werd een speciaal J5 logo ontworpen.
De perfect uitgevoerde acts van The Jackson 5 met de jonge Michael Jackson als leadzanger deden velen versteld staan.
Op zaterdagochtend was er in Amerika een populaire cartoonserie te zien met de vijf broers in de hoofdrol en de groep was in vele televisie-uitzendingen te gast.
In 1971 startte de getalenteerde Michael een solocarrière, op aandringen van Motown. Zijn eerst uitgebrachte nummer Got To Be There deed het goed op de hitlijsten. Zijn nummer Ben was het eerste nummer van Michael Jackson dat de top bereikte van Amerikaanse hitlijsten.
Michael bleef echter wel lid van de groep. Eind 1971 kwam er een zesde lid bij de groep: het jongere broertje van Michael, Randy Jackson.

### Een nieuwe platenmaatschappij: The Jacksons
De solocarrières van Michael en van Jermaine (die eind 1971 ook een solocarrière begonnen was) deden het goed.
Maar in de hitlijsten begonnen de nummers van The Jackson 5 steeds verder weg van de top te staan. Dit kwam voornamelijk door een verandering in de muziekwereld. Het muziekgenre disco begon steeds populairder te worden. De groep bracht nieuwe nummers uit, waaronder Get It Together en Dancing Machine. Het waren de eerste singles die weer in de top 10 te vinden waren.
Toch werden het minder grote hits dan drie jaar daarvoor. Manager en vader van de broers Joseph Jackson besloot om over te stappen naar een nieuwe platenmaatschappij: Epic Records.
Jermaine ging echter niet mee en bleef bij Motown omdat hij, zo vertelde hij in een documentaire uit 2009, het niet eerlijk vond tegenover Motown en Berry Gordy. Velen denken echter, onterecht, dat Jermaine bleef omdat hij destijds een relatie had met de dochter van Gordy.
In juni 1975 tekende de groep bij Epic. De naam veranderde van The Jackson 5 naar The Jacksons. Michael, Marlon, Tito, Jackie en Randy waren de 'overgebleven' leden.
In begin 1977 ging de groep op tournee met hun The Jacksons Tour.
De populariteit van de groep steeg weer ontzettend snel na het uitbrengen van vele singles: Enjoy Yourself, Show You The Way To Go, Shake Your Body Down To The Ground, Lovely One en Can You Feel It.
De jongens kregen bij Epic veel meer vrijheid wat betreft het bedenken en componeren van nummers. De groep bracht albums uit waarvan Triumph het erg goed deed.
Na de Destiny Tour die langer dan een jaar te zien was in vele steden, wereldwijd verspreid, volgde de Triumph Tour. Een album met live opnames van een concert in de Civic Arena in Pittsburgh werd in 1981 uitgebracht.
Tijdens de Destiny Tour en de Triumph Tour, bracht Michael Jackson als soloartiest zijn eerste album Off The Wall uit. Het album werd meer dan 20 miljoen keer wereldwijd verkocht. Thriller, zijn tweede album, kwam in 1982 uit. Dit album is wereldwijd het best verkochte album tot op de dag van vandaag. Er kwamen geruchten naar boven dat Michael zich zou willen afscheiden van de groep. Er waren echter geen enkele bronnen naar buitengekomen om dat te ook werkelijk te kunnen veronderstellen.
In maart 1983 traden The Jacksons op, inclusief Jermaine, in een televisie reünie van Motown Records. Michael liet daar voor het eerst zijn wereldberoemde moonwalk zien. Het optreden van zowel The Jacksons als Michael Jackson was een groot succes en de broers besloten om een negentiende album te maken. Het was het zesde album bij Epic Records. Victory is momenteel nog steeds hun best verkochte album. Tijdens hun vijfde tournee, de Victory Tour, speelden The Jacksons nummers van Michael en van hun eigen repertoire. Deze tournee, waaraan alle zes de broers meededen, werd echter overschaduwd door problemen met de kaartverkoop, een knieblessure van Jackie en spanningen tussen de broers over de prijzen van de tickets.
In december 1984 liet Michael Jackson na het laatste optreden van de tournee weten dat hij uit de groep zou stappen en zich meer zou gaan richten op zijn solocarrière. Ook Marlon kondigde aan verder te gaan als soloartiest.
Pas in 1989 lieten Jermaine, Tito, Jackie en Randy weer iets van zich horen. Ze brachten een album uit: 2300 Jackson Street. Dit album was echter een totale flop vergeleken met alle eerder uitgebrachte albums van de groep. Pas in 2001 zou de wereld weer iets van The Jacksons horen.

### Latere jaren
De solocarrière van Michael was erg succesvol. In september 2001, bijna zeventien jaar na hun laatste optreden, kwamen alle zes de broers van The Jacksons weer bijeen voor twee optredens in de Madison Square Garden in New York, omdat Michael 30 jaar in het vak zat. De optredens lieten zien dat The Jacksons het nog steeds in zich hadden om te performen, maar na deze optredens trokken de broers zich weer terug.
Begin 2009 begonnen de opnames voor een reality show over de broers (zonder Michael), inmiddels allemaal over de vijftig. De reality show ging over de geschiedenis van de groep en over het hedendaagse leven van de broers. De documentaire kwam uiteindelijk op televisie. Midden in het opnameproces maakte Michael zijn comeback bekend.
In juni 2009 overleed Michael Jackson door een hartstilstand als gevolg van een overdosis Propofol. Zijn comebacktournee This Is It zou juist over een paar dagen in première gaan.
Later in 2009 kwam het nummer This Is It uit, genoemd naar de comebacktournee, maar al door Michael opgenomen in 1983. De overgebleven broers zongen, eind 2009, de backing vocals in.

## Heden
Na de dood van hun broer Michael, ontvingen The Jacksons vele e-mails en brieven van fans van over de hele wereld, waarin meerdere malen gevraagd werd of de broers weer op tournee wilden gaan. In april 2012 kwam het bericht naar buiten dat Jackie, Tito, Jermaine en Marlon op tournee zouden gaan in de Verenigde Staten. De Unity Tour bevat enkele nummers van Michael, Jermaine, en van The Jackson 5/The Jacksons.
De tournee werd echter zo succesvol dat de broers inmiddels nog steeds aan het toeren zijn en al in vele hoofdsteden zijn geweest, waaronder twee keer in Amsterdam.

## Keerzijde en nalatenschap

### De keerzijde
Michael Jackson heeft in meerdere interviews verteld dat zijn vader hem en zijn broers mentaal en fysiek mishandelde tijdens repetities. In een interview met Oprah Winfrey in 1993 vertelde Michael dat hij zich vaak eenzaam voelde en dat hij al bang en misselijk werd van het zien van zijn vader. Joseph Jackson zou tijdens repetities voor optredens in een stoel gezeten hebben met een riem in zijn handen, die hij gebruikte als een van de broers een stap in de choreografie vergat. Michaels broers hebben in latere interviews gezegd dat hun vader inderdaad lijfstraffen uitvoerde op zijn kinderen en ook Joseph gaf dat toe.
Michael zei later wel dat hij zijn succes ook aan zijn vader te danken had.

### Nalatenschap
The Jacksons hebben sinds 1980 een ster op de Hollywood Walk of Fame. Als The Jackson 5 staan ze opgenomen in de Rock and Roll Hall of Fame sinds 1997 en in de Vocal Group Hall of Fame sinds 1999. ABC en I Want You Back behoren tot de 500 Songs that Shapes Rock and Roll van de Rock and Roll Hall of Fame waarvan die laatste single ook opgenomen is in de Grammy Hall of Fame.
In 1992 verscheen een vijf uur durende serie, later uitgebracht als film, over het leven van The Jacksons: The Jacksons, An American Dream. De film bevat geen beelden van de echte broers, maar zij worden (inclusief hun ouders) gespeeld door acteurs.
The Jacksons dienden als inspiratie voor vele artiesten en popgroepen zoals New Edition, Menudo, de Bee Gees, *NSYNC, de Backstreet Boys en Stevie Wonder. De groep heeft op deze wijze een stempel achtergelaten in de muziekindustrie.

## Bandleden
- Jackie Jackson - zang, tamboerijn
- Tito Jackson - zang, gitaar
- Jermaine Jackson - leadzang, basgitaar
- Marlon Jackson - zang, tamboerijn
- Michael Jackson - leadzang
- Randy Jackson - zang, percussie, keyboard

## Tournees
- The Jacksons Tour (1977)
- Goin' Places Tour (1978)
- Destiny Tour (1979-1980)
- Triumph Tour (1981)
- Victory Tour (1984)
- Unity Tour (2012-2014)

## Discografie

### Albums

#### Jackson 5
- 1969 Diana Ross Presents the Jackson 5
- 1970 ABC
- 1970 The Third Album
- 1970 Jackson 5 Christmas Album
- 1971 Maybe Tomorrow
- 1971 Goin' Back to Indiana
- 1972 Lookin' Through the Windows
- 1973 Skywriter
- 1973 G.I.T.: Get It Together
- 1974 Dancing Machine
- 1975 Moving Violation
- 1976 Joyful Jukebox Music

### The Jacksons
- 1976 The Jacksons
- 1977 Goin' Places
- 1978 Destiny
- 1980 Triumph
- 1981 The Jacksons Live!
- 1984 Victory
- 1989 2300 Jackson Street

### Singles

#### Jackson 5
- 1969 #13 I want you back
- 1970 #28 ABC
- 1970 #16 I'll be there
- 1971 #23 Goin' back to Indiana
- 1971 #31 Mama's pearl
- 1974 #28 You Haven't Done Nothin' (met Stevie Wonder), nummer één-hit in de Verenigde Staten

#### The Jacksons
- 1977 #12 Show you the way to go
- 1978 #7 Blame it on the boogie
- 1979 #3 Shake your body
- 1980 #13 Lovely one
- 1981 #2 Can you feel it
- 1984 #8 State of shock (& Mick Jagger)
- 1984 #21 Torture
- 1985 #7 We are the world
- 1988 #14 I want you back '88 (als "Michael Jackson & Jackson 5")
- 1989 #15 Nothin' (that compares 2 u)

## Hitlijsten

### Albums
| Album met eventuele hitnotering(en) in de Nederlandse Album Top 100 | Datum van verschijnen | Datum van binnenkomst | Hoogste positie | Aantal weken | Opmerkingen                                          |
| ------------------------------------------------------------------- | --------------------- | --------------------- | --------------- | ------------ | ---------------------------------------------------- |
| Destiny                                                             | 1979                  | 10-03-1979            | 5               | 13           | als The Jacksons                                     |
| Triumph                                                             | 1980                  | 18-10-1980            | 18              | 7            | als The Jacksons                                     |
| Live                                                                | 1981                  | 28-11-1981            | 29              | 15           | als The Jacksons / Livealbum                         |
| Greatest hits                                                       | 1984                  | 19-05-1984            | 24              | 9            | als Michael Jackson & The Jacksons 5 / Verzamelalbum |
| Victory                                                             | 1984                  | 14-07-1984            | 3               | 19           | als The Jacksons                                     |
| 2300, Jackson street                                                | 1989                  | 27-05-1989            | 17              | 12           | als The Jacksons                                     |
| 50 - The Motown Years                                               | 05-09-2008            | 04-07-2009            | 4               | 14           | als Michael Jackson & Jackson 5 / Verzamelalbum      |
| Come & Get It: The Rare Pearls                                      | 04-01-2013            |                       |                 |              | als Michael Jackson & Jackson 5                      |

| Album met hitnotering(en) in de Vlaamse Ultratop 200 albums | Datum van verschijnen | Datum van binnenkomst | Hoogste positie | Aantal weken | Opmerkingen                                            |
| ----------------------------------------------------------- | --------------------- | --------------------- | --------------- | ------------ | ------------------------------------------------------ |
| 50 - The Motown Years                                       | 2008                  | 18-07-2009            | 3               | 20           | als Michael Jackson & Jackson 5 / Verzamelalbum / Goud |

### Singles
| Single met eventuele hitnotering(en) in de Nederlandse Top 40 | Datum van verschijnen | Datum van binnenkomst | Hoogste positie | Aantal weken | Opmerkingen                         |
| ------------------------------------------------------------- | --------------------- | --------------------- | --------------- | ------------ | ----------------------------------- |
| I want you back                                               | 1970                  | 14-02-1970            | 13              | 6            | als The Jackson 5                   |
| ABC                                                           | 1970                  | 25-04-1970            | 28              | 4            | als The Jackson 5                   |
| The love you save                                             | 1970                  | 13-06-1970            | tip             | -            | als The Jackson 5                   |
| I'll be there                                                 | 1970                  | 07-11-1970            | 16              | 6            | als The Jackson 5                   |
| Going back to Indiana                                         | 1971                  | 20-02-1971            | 23              | 5            | als The Jackson 5                   |
| Mama's pearl                                                  | 1971                  | 17-04-1971            | 31              | 2            | als The Jackson 5                   |
| Doctor my eyes                                                | 1973                  | 03-03-1973            | tip10           | -            | als The Jackson 5                   |
| You haven't done nothing                                      | 1974                  | 19-10-1974            | 28              | 3            | als The Jackson 5 & Stevie Wonder   |
| Show you the way to go                                        | 1977                  | 23-07-1977            | 12              | 7            | als The Jacksons / Alarmschijf      |
| Blame It on the Boogie                                        | 1978                  | 16-12-1978            | 7               | 11           | als The Jacksons                    |
| Shake your body                                               | 1979                  | 03-03-1979            | 3               | 10           | als The Jacksons                    |
| Lovely one                                                    | 1980                  | 18-10-1980            | 13              | 6            | als The Jacksons / Alarmschijf      |
| Can you feel it                                               | 1981                  | 28-03-1981            | 2               | 13           | als The Jacksons                    |
| Walk right now                                                | 1981                  | 05-09-1981            | tip9            | -            | als The Jacksons                    |
| State of shock                                                | 1984                  | 30-06-1984            | 8               | 8            | als The Jacksons & Mick Jagger      |
| Torture                                                       | 1984                  | 25-08-1984            | 21              | 6            | als The Jacksons                    |
| I want you back (Remix)                                       | 1988                  | 07-05-1988            | 14              | 7            | als Michael Jackson & The Jackson 5 |
| Nothin’ (That compares 2 U)                                   | 1989                  | 06-05-1989            | 15              | 7            | als The Jacksons                    |
| 2300 Jackson street                                           | 1989                  | 16-12-1989            | tip8            | -            | als The Jacksons                    |

### NPO Radio 2 Top 2000
| Nummers met noteringen in de NPO Radio 2 Top 2000 | '99 | '00  | '01  | '02  | '03  | '04  | '05  | '06-'08 | '09  | '10  | '11  | '12  | '13  | '14  | '15  | '16  | '17  | '18  | '19  |
| ------------------------------------------------- | --- | ---- | ---- | ---- | ---- | ---- | ---- | ------- | ---- | ---- | ---- | ---- | ---- | ---- | ---- | ---- | ---- | ---- | ---- |
| ABC                                               | -   | -    | 1579 | -    | -    | 1981 | -    | -       | 1297 | 1755 | 1703 | 1369 | 1700 | -    | 1826 | -    | -    | -    | -    |
| Blame It on the Boogie                            | -   | -    | 1353 | 1922 | -    | -    | -    | -       | -    | -    | -    | -    | -    | -    | -    | -    | -    | -    | -    |
| Can You Feel It                                   | 730 | 1162 | 1094 | 1444 | 1499 | 1884 | 1959 | -       | -    | -    | -    | 1729 | 1874 | 1733 | 1854 | -    | -    | -    | -    |
| I Want You Back                                   | -   | -    | -    | -    | -    | -    | -    | -       | 1660 | 1990 | 1968 | -    | 2000 | 1540 | 1694 | 1895 | 1830 | 1491 | 1949 |
| Shake Your Body (Down to the Ground)              | -   | -    | 1739 | -    | -    | -    | -    | -       | -    | -    | -    | -    | -    | -    | -    | -    | -    | -    | -    |

1. ↑  Een '-' betekent dat het nummer niet was genoteerd en een vetgedrukt getal geeft de hoogste notering van een nummer aan.
2. ↑  Deze tabel is bijgewerkt tot en met de meest recente editie (2024).